# Frenchman Flat

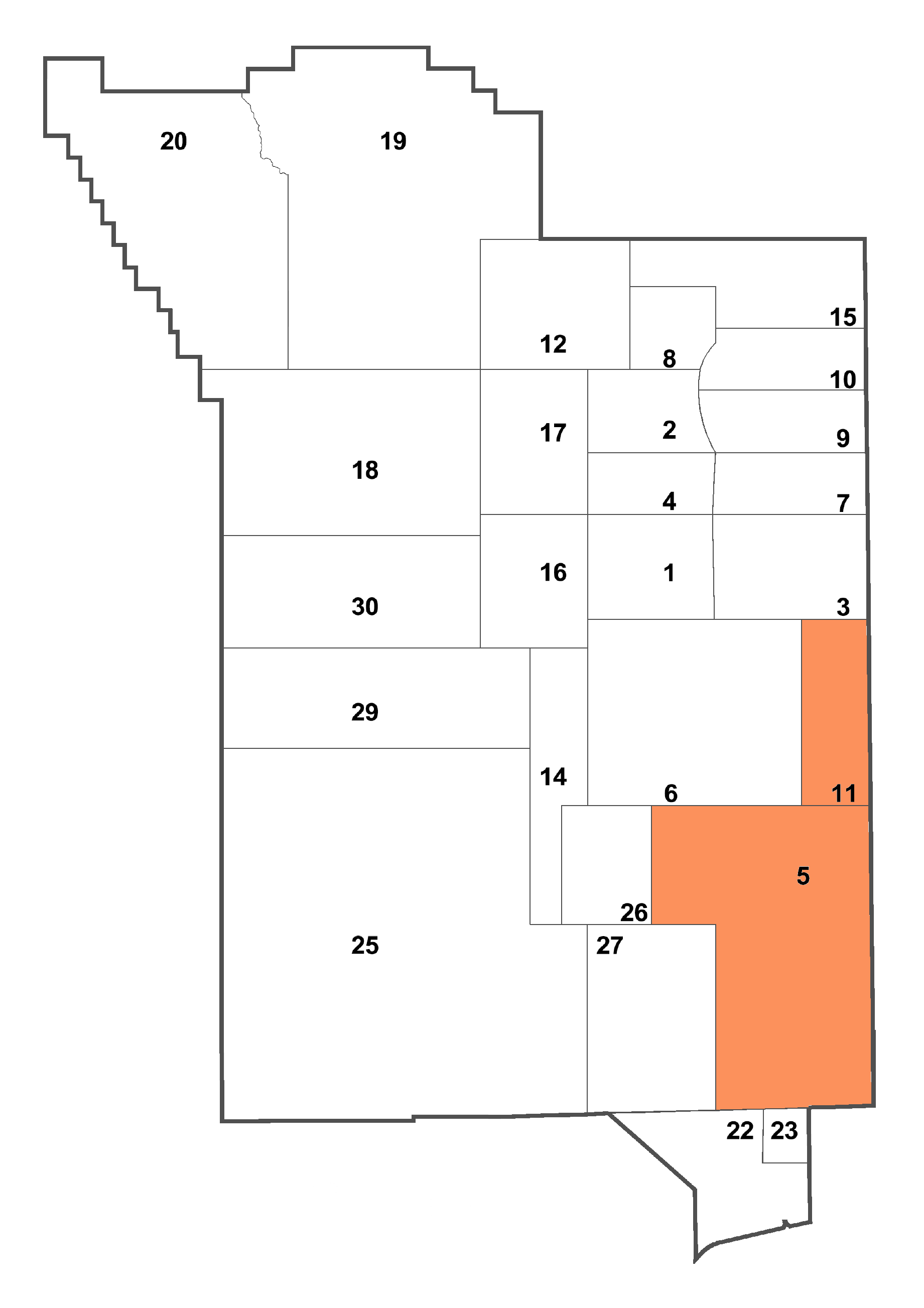

Frenchman Flat é uma região de testes nucleares no Nevada Test Site, ele é um lago seco, o primeiro teste rendeu 1 quiloton de TNT e ocorreu em 27 de janeiro de 1951, ocupa uma área 313 quilômetros quadrados, ele se divide em área 5 e área 11.